# Egon Pukall

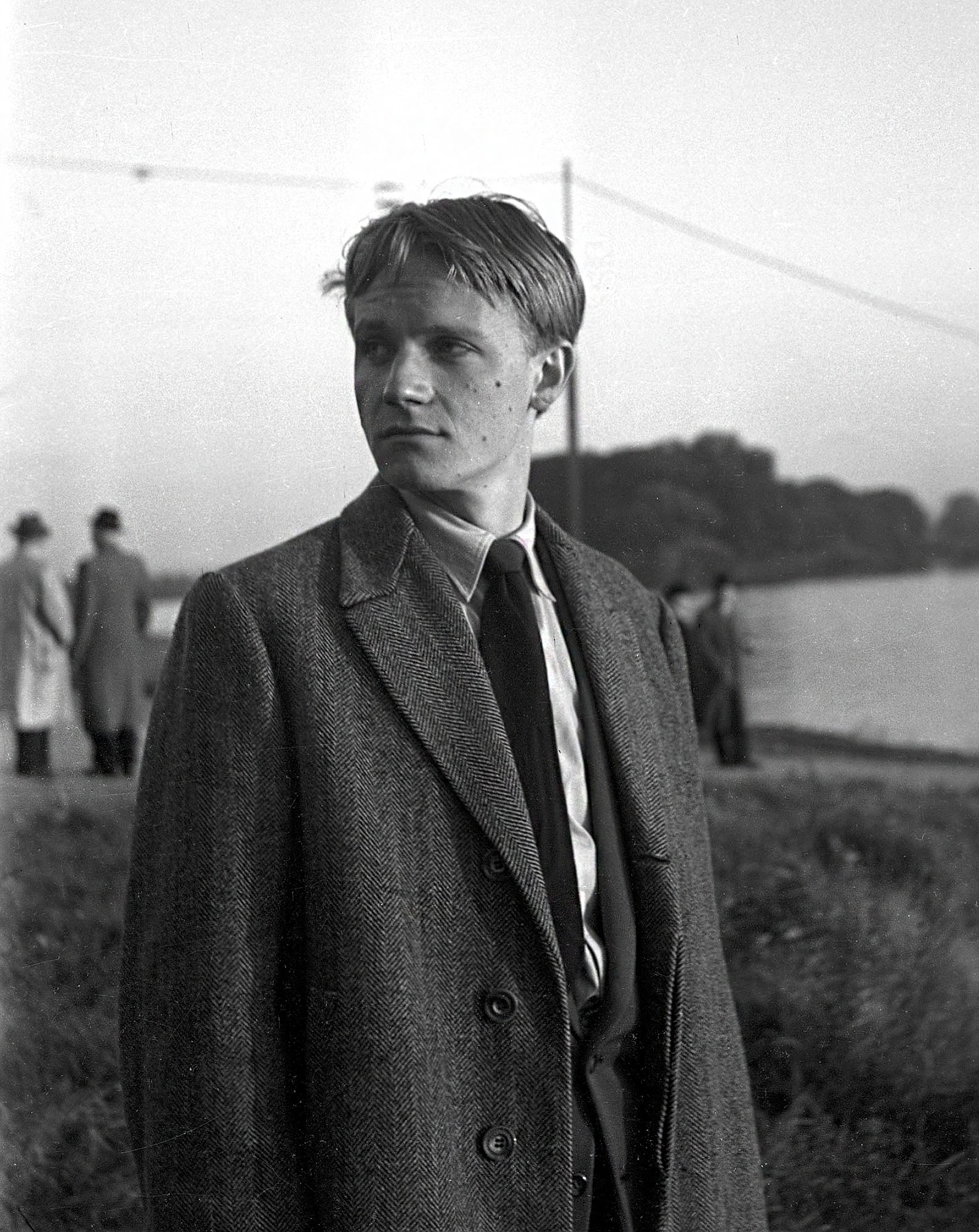
Egon Pukall an der Pillnitzer Elbfähre, 1954

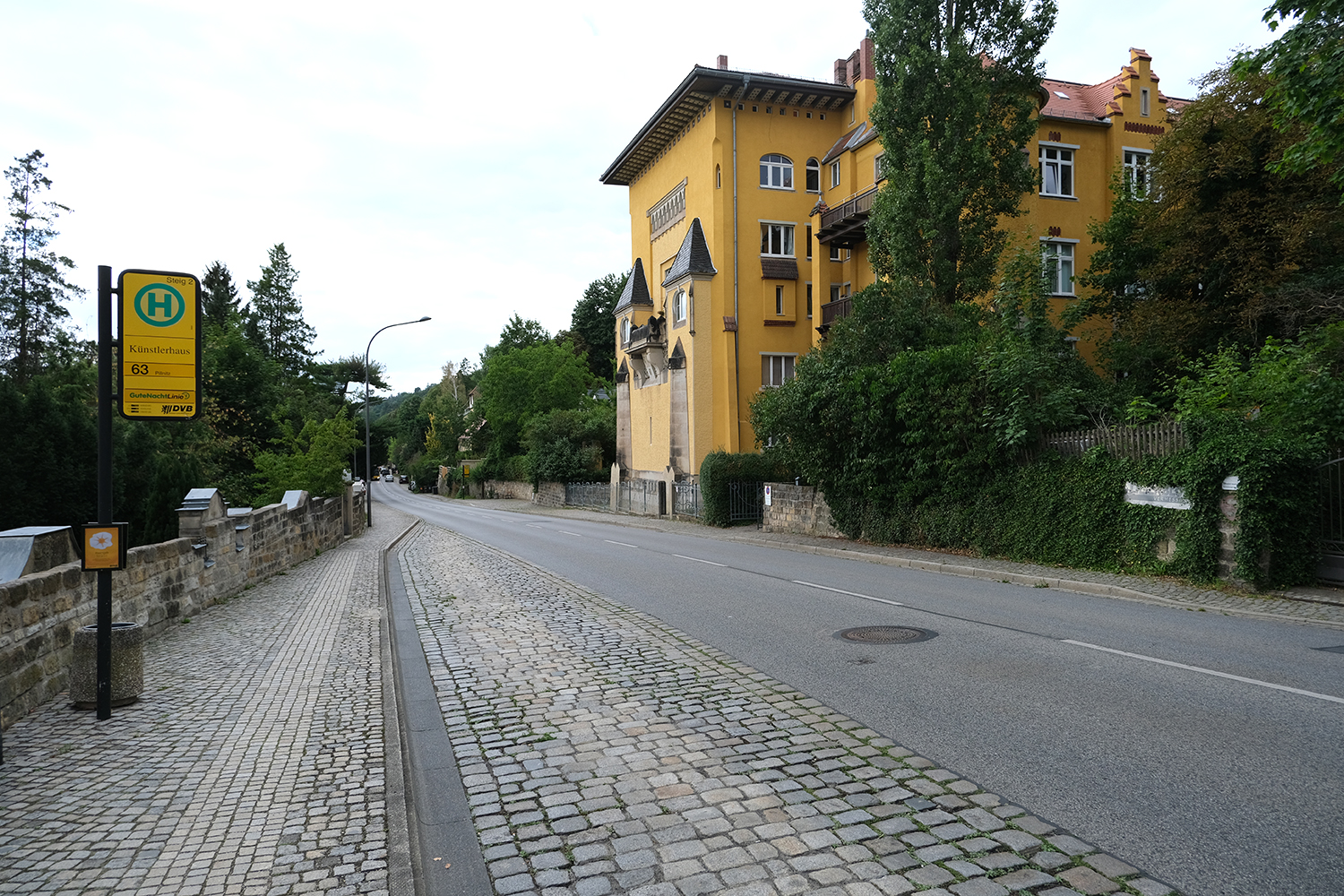
Künstlerhaus Loschwitz. In der vierten Etage arbeitete Pukall mit Blick auf den gegenüberliegenden Friedhof und die Elbe

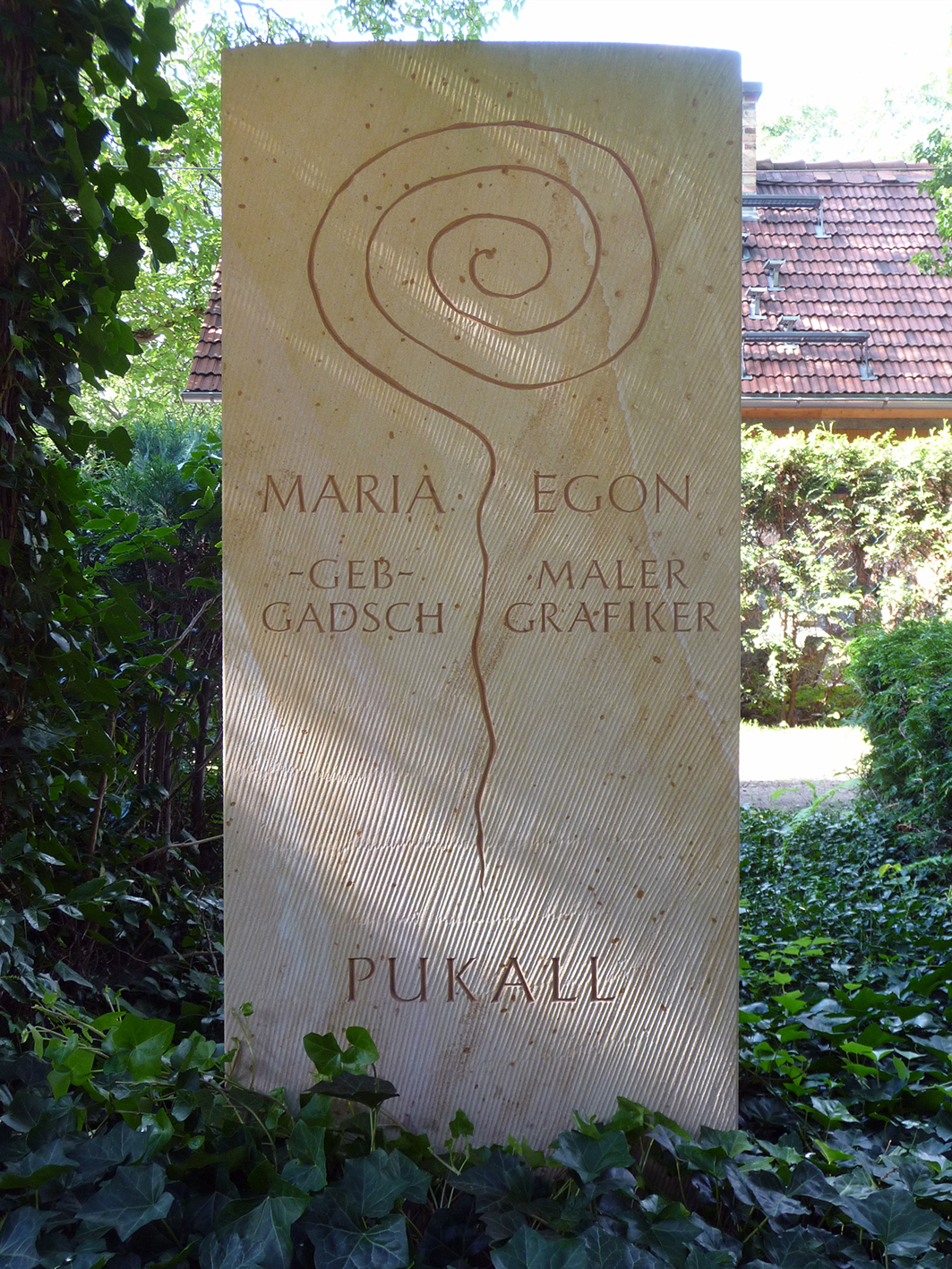
Grab von Egon Pukall und seiner Frau Maria (1939–2015) auf dem Loschwitzer Friedhof

Egon Pukall (* 10. März 1934 in Riesenkirch (Westpreußen); † 23. September 1989 in Dresden) war ein deutscher Maler und Grafiker.

## Leben
Egon Pukall wuchs bis zu seinem 11. Lebensjahr in Westpreußen auf. Gegen Ende des Zweiten Weltkriegs 1945 floh die vierköpfige Familie zu einem Verwandten nach Berlin-Wedding. In der Hoffnung auf eine Rückkehrmöglichkeit nach Riesenkirch wandte sich der Vater an die Sowjetische Besatzungszone, von der die Familie nach Mockrehna verlegt und anschließend nach Strelln in den Kreis Torgau eingewiesen wurde.
Nach einer Lehre als Fotolithograf in Leipzig von 1948 bis 1951 studierte er von 1951 bis 1954 an der Hochschule für Grafik und Buchkunst Leipzig bei Hans Mayer-Foreyt und anschließend bis 1957 an der Hochschule für Bildende Künste Dresden (HfBK) bei Paul Michaelis. In der Nachfolge des Formalismusstreits hatte Pukall während des Studiums fortwährende Auseinandersetzungen mit seinen Lehrern, die ihm vorwarfen, sich nicht zu bemühen, den Anforderungen an „fortschrittliche Studenten“ gerecht zu werden und dass er „der ideologischen Erziehung durch die theoretischen Fächer gleichgültig gegenüberstand“.
1955 heiratete Pukall die Kunststudentin Irmgard Lorbach, die ebenfalls in der Klasse von Paul Michaelis eingeschrieben war. Aus der Verbindung ging 1965 ein Sohn hervor. Die Familie lebte in einer Mietwohnung in der Bautzner Landstraße 172 im Stadtteil Weißer Hirsch. Pukall wurde Mitglied des Verbandes Bildender Künstler der DDR, zu seinem Diplom entstand 1957 das Ölgemälde „Maler und Modell“. Nach der Beendigung des Studiums lebte er als freischaffender Künstler in Dresden, wo er Bekanntschaft mit Wilhelm Lachnit machte. Die Scheidung von Irmgard Lorbach erfolgte 1960. Ein Jahr später heiratete er die Buchhändlerin Maria Gadsch (1939–2015), Tochter des Kirchenmusikers Herbert Gadsch. Aus der Verbindung ging 1969 ein weiterer Sohn hervor. 1961 bezog die Familie ein Maler-Atelier mit Wohnung im Künstlerhaus Dresden-Loschwitz, in dem er bis zu seinem Tod lebte und arbeitete. 1964 erfolgte ein Umzug innerhalb des Hauses in den vierten Stock in das ehemalige Atelier von Rudolf Otto. 1967 zog die Familie ein weiteres Mal innerhalb des Künstlerhauses um in das Maler-Atelier mit Wohnung in der vierten Etage, in dem vorher Karl Erich Schaefer gelebt und gearbeitet hatte. 1969 machte Pukall Bekanntschaft mit dem Maler Otto Westphal. Von 1973 bis 1977 war er Leiter der Außenstelle der HfBK Bautzen und Lehrer für Malerei und Grafik an der Dresdner Abendschule. Zusätzlich leitete er einen Mal- und Zeichenzirkel, den er 1985 an Konrad Maass übergab.
1977 wurde Pukall beim Wiederaufbau der Dresdner Semperoper unter der Leitung von Wolfgang Hänsch mit den malerischen Rekonstruktionsarbeiten der Deckengemälde beauftragt, die bis 1984 andauerten. Pukall erhielt den Auftrag für die Rekonstruktion der sechs ovalen Deckenbilder von Theodor Grosse für das obere Rundfoyer, bestehend aus zwei Gruppen zu je drei Gemälden auf der dem Zwinger und der Elbe zugewandten Seite: Persephone und Thanatos, Apollon mit dem Schwan und Herakles und Hebe sowie Hymen mit Eros und Psyche, Triumphzug der Aphrodite und Zeus und Eros. Pukalls Farbentwürfe für die Deckengemälde wurden zunächst abgelehnt. Als jedoch später die originalen Entwürfe gefunden wurden, stellten sich seine als richtig heraus.

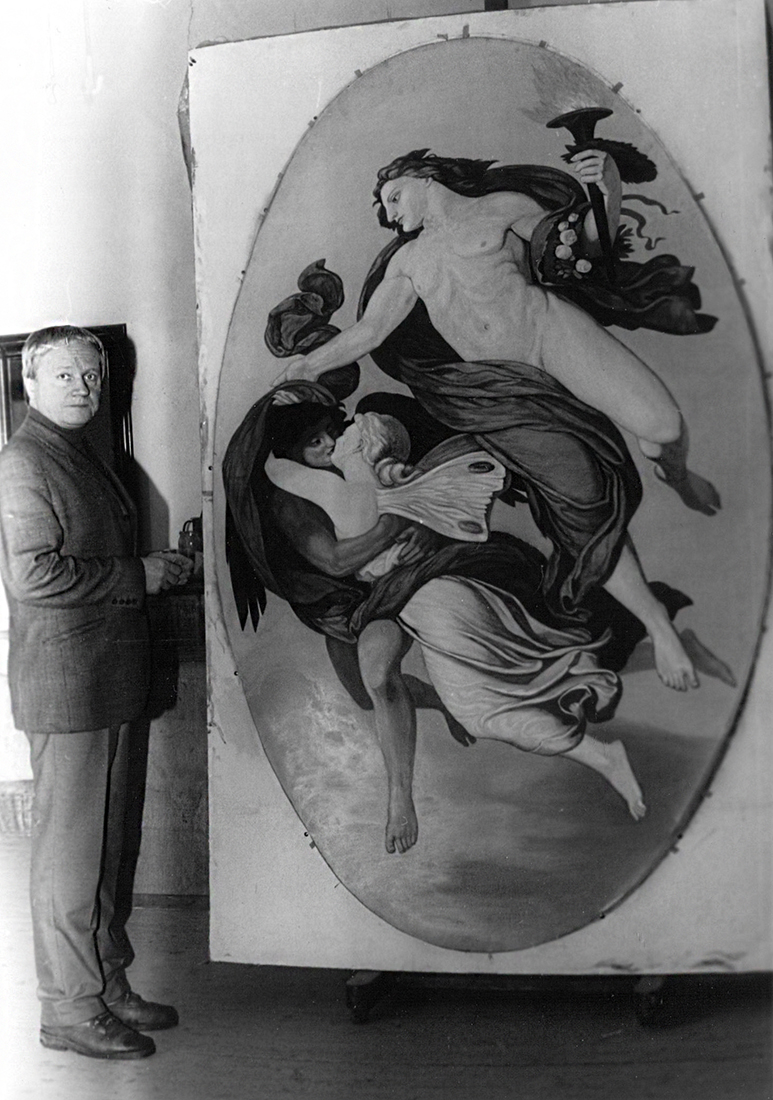
Egon Pukall vor dem Entwurf von Hymen mit Eros und Psyche, 1979
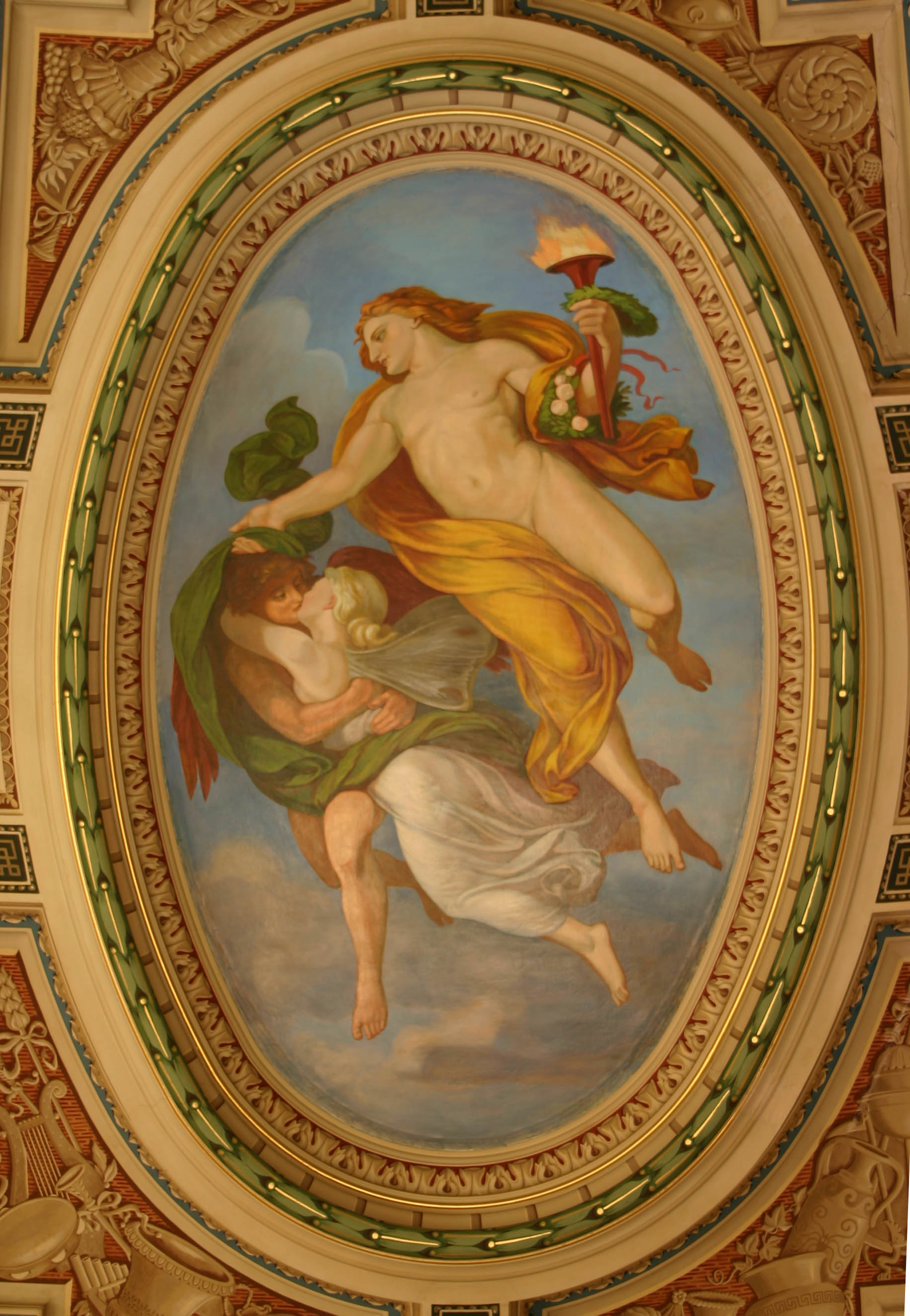
Deckengemälde Hymen mit Eros und Psyche nach der Fertigstellung 1984 in der Semperoper

Ab 1977 führte Pukall wöchentliche Künstlergespräche über Malerei, Literatur und Politik mit den Malern Hartmut Bonk, Manfred Richard Böttcher, Ulrich Eisenfeld, Günther Torges, Georg Blume und Konrad Maass im Dresdner Stadtteil Blasewitz im Café Toscana am Blauen Wunder. 1986 wurde eine Krebserkrankung diagnostiziert, an deren Folgen Pukall drei Jahre später im Alter von 55 Jahren verstarb. Er wurde auf dem Loschwitzer Friedhof beerdigt.

## Werk
Eine zentrale Rolle für das Werk Pukalls spielte das Künstlerhaus Dresden-Loschwitz, in dem der Maler von 1961 bis 1989 lebte. Von den 1960er bis zu den 1980er Jahren arbeiteten dort unter anderen Hermann Glöckner, Max Uhlig, Wilhelm Lachnit, Hans Jüchser und Helmut Schmidt-Kirstein.
Für Pukall war Dresden-Loschwitz das Tor zur Welt, ein Leben lang malte er die Elblandschaften seiner Umgebung und Fensterausblicke aus seiner Atelierwohnung in der vierten Etage. Er schätzte Maler wie Henri Matisse und Hans Purrmann, deren Werk er in den Museen Westdeutschlands während Besuchen bei seinem Bruder in Mainz kennenlernte. Doch die Sächsischen Landschaften blieben die wesentliche Inspirationsquelle Pukalls, in ihnen entstanden die wichtigsten und intensivsten Arbeiten des Künstlers. In seinen Gemälden spielten Landschaften mit mediterranem Flair eine zentrale Rolle. Seine Italiensehnsucht, die auch bei anderen Künstlern aus Dresden eine lange Tradition hatte, blieb unerfüllt. Erst 1987, kurz vor seinem Tod, ergab sich die Möglichkeit zu einer Reise nach Südfrankreich.

### Werke (Auswahl)
- Blick aus dem Atelierfenster, 1959/1960, Öl auf Leinen, 97 × 80 cm (WVZ-Nr. 22 / BN 383); Verbleib unbekannt[9]
- Herbstmorgen in Loschwitz (2. Fassung), 1976, Öl auf Leinen, 140 × 100 cm (WVZ-Nr. 194 / BN 385); Galerie Neue Meister Dresden[10]
- Musik, 1978, Öl auf Leinen, 120,5 × 100,3 cm (WVZ-Nr. 216 / BN 322); Galerie Neue Meister Dresden[11]
- Häuser im Riesengebirge II, 1986/87, Tempera auf Leinwand, 104,8 × 95 cm (WVZ-Nr. 351 / BN 310); Galerie Neue Meister Dresden[12]
- Südliche Landschaft mit Palmen, 1987/1988, Öl auf Hartfaser, 60 × 80 cm (WVZ-Nr. 381 / BN 316); Verbleib unbekannt[13]
- Herbstliches Interieur (Blick aus dem Loschwitzer Künstlerhaus), 1986, Öl und Tempera auf Hartfaser, 66 × 75 cm (WVZ-Nr. 352 / BN 317); Galerie Neuer Meister im Albertinum[14]

### Abbildungen (Auswahl)

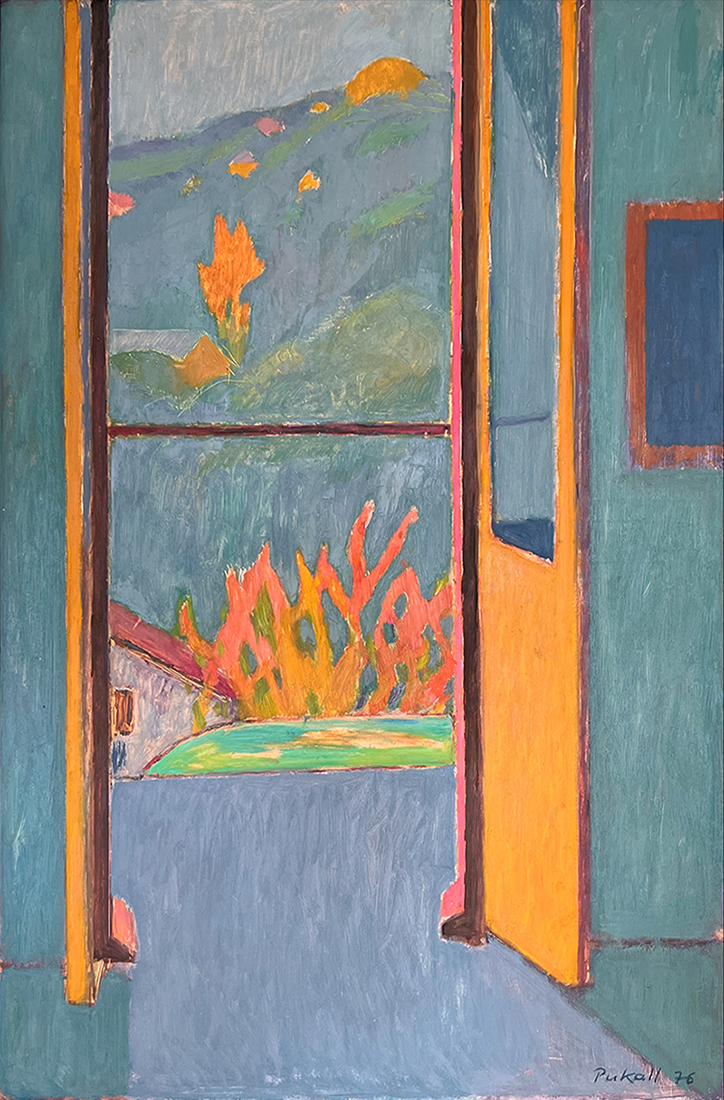
Egon Pukall: Herbstmorgen in Loschwitz, 1976
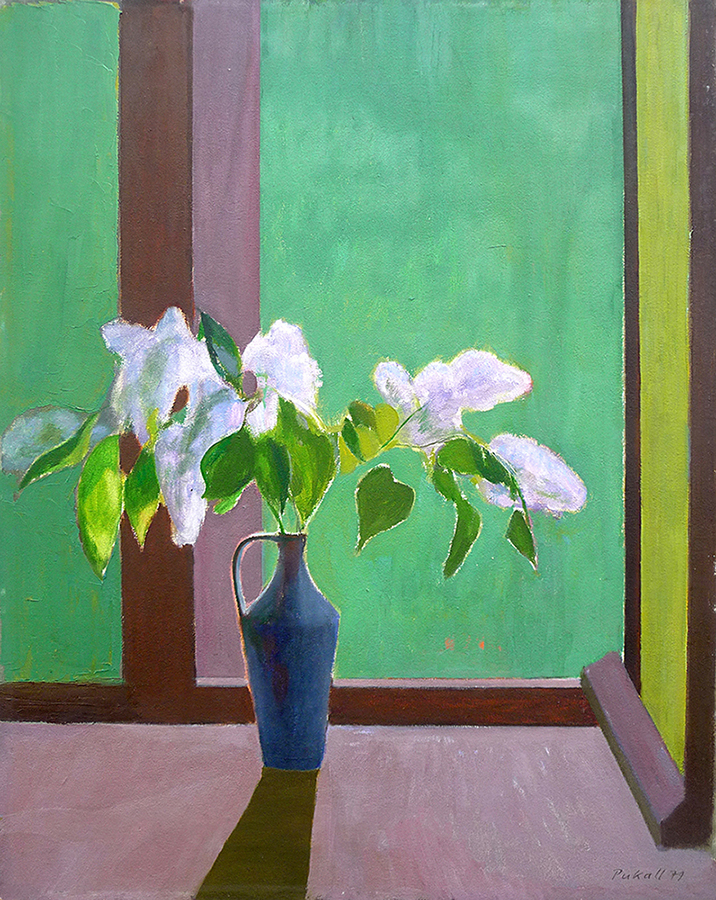
Egon Pukall: Fliederstrauß am Fenster, 1979
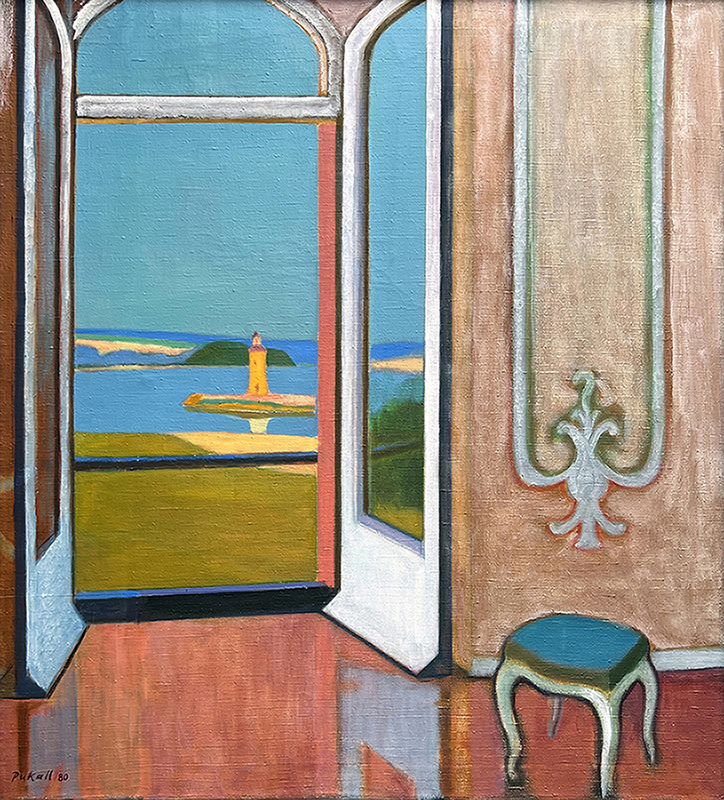
Egon Pukall: Moritzburg mit Leuchtturm, 1980
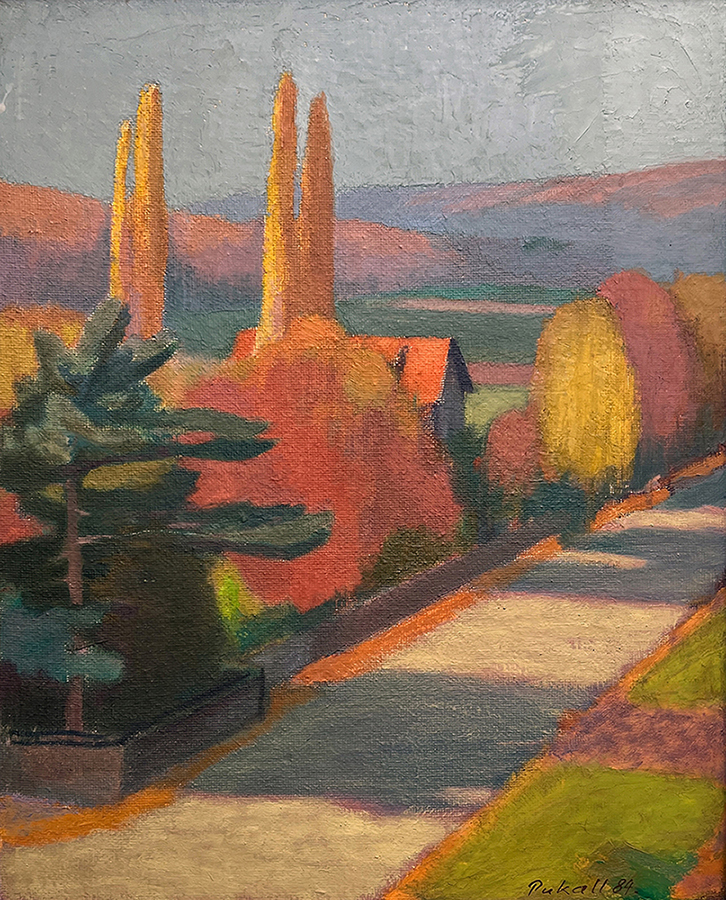
Egon Pukall: Pillnitzer Landstraße, 1984
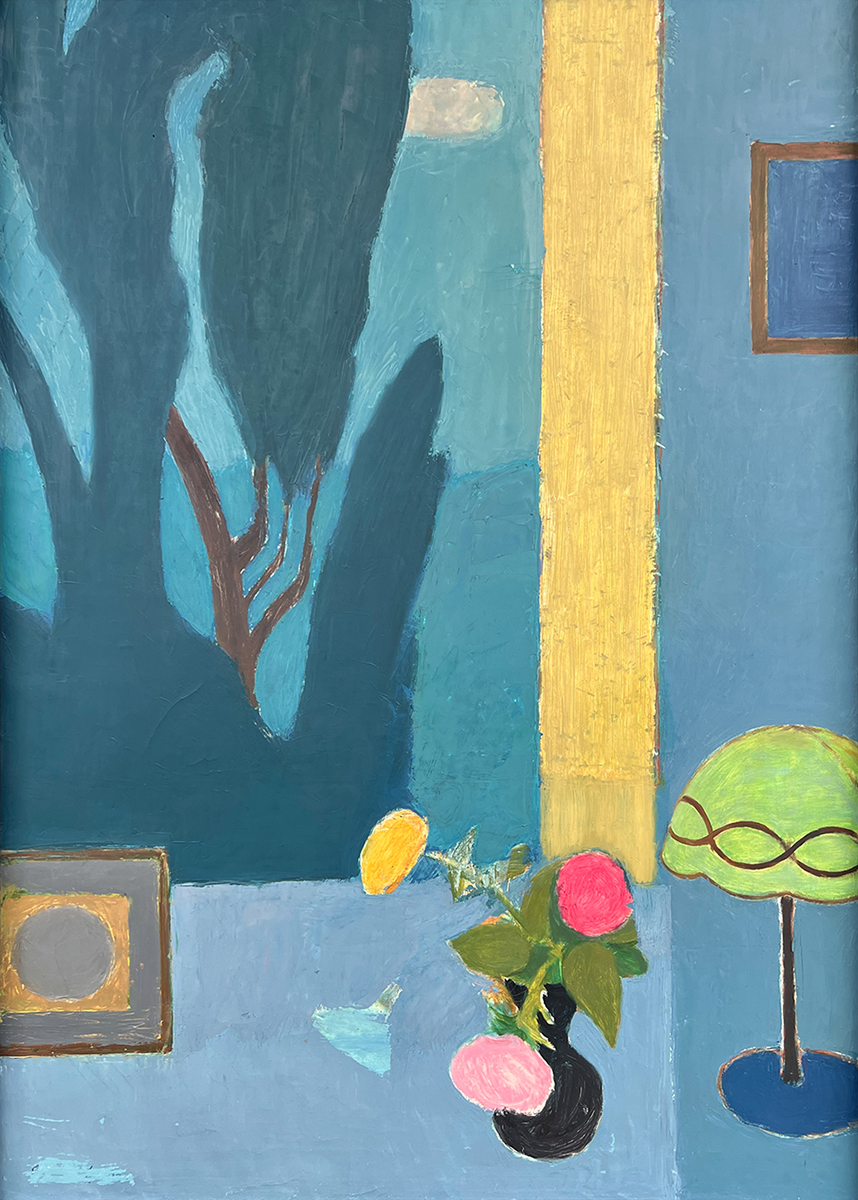
Egon Pukall: Interieur, 1986
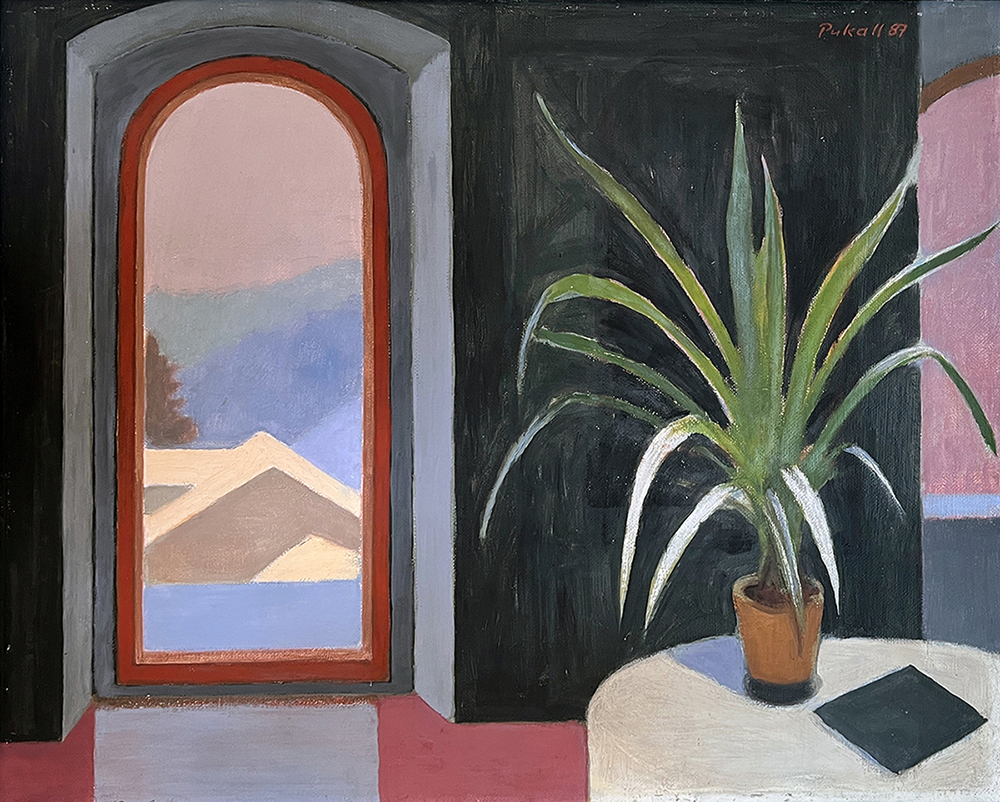
Egon Pukall: Winterliches Interieur, 1987
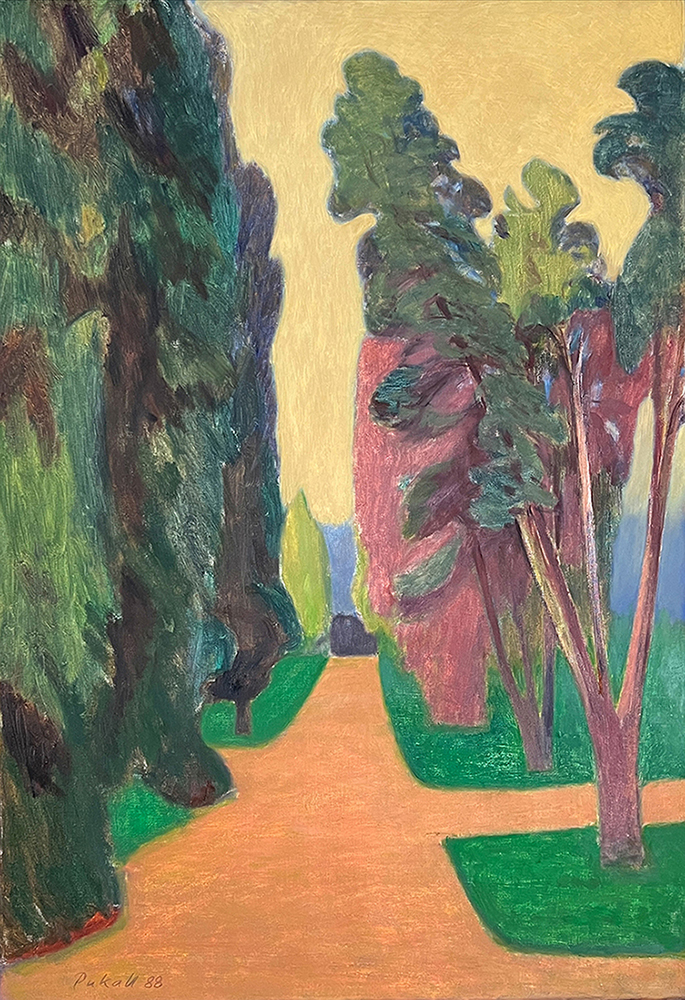
Egon Pukall: Parkweg, 1988

## Ausstellungen (unvollständig)
- 1964 Leonhardi-Museum, Dresden (zusammen mit vier Dresdner Künstlern)
- 1972, 1974, 1979 und 1985 Bezirkskunstausstellungen, Dresden
- 1972/1973 und 1987/1988 VII. und X. Kunstausstellung der DDR, Dresden
- 1974 Kunst der Zeit, Dresden
- 1983 Galerie Nord, Dresden (mit M. R. Böttcher)
- 1985 Egon Pukall. Ölbilder, Aquarelle, Zeichnungen, Kleine Galerie, Hoyerswerda
- 1985 Neue Berliner Galerie im Alten Museum, Berlin („Musik in der bildenden Kunst der DDR“)
- 1986 Friedrich-Wolf-Theater, Eisenhüttenstadt
- 1987 Galerie Nord, Dresden
- 1988 Galerie Carl Blechen, Cottbus (mit R. Zille)
- 1989 Galerie am Schönhof, Görlitz

### Postum
- 1990 Galerie am Steinweg, Suhl
- 1991 Galerie Hieronymus, Dresden
- 1993 Galerie Refugium, Neustrelitz
- 1994 Sächsischer Künstlerbund e.V., Dresden
- 1994 Galerie Klinger am Schönhof, Görlitz
- 1995 Galerie am Theater, Meißen
- 1997 Galerie Punkt & Partner, Dresden
- 2003 Villa Eschebach, Dresden (Beteiligung)
- 2006 Galerie Finkbein, Dresden
- 2008 Lingnerschloss, Dresden (Beteiligung)
- 2009 Egon Pukall, Leonhardi-Museum, Dresden[15]
- 2009 Kunstausstellung Kühl, Dresden
- 2011 Kunsthandlung Koenitz, Dresden
- 2011 Egon Pukall. Fernes nahes Land, Galerie Himmel, Dresden[16]
- 2012 Galerie am Plan, Pirna
- 2014 Egon Pukall. Poesie der Form und Klang der Farbe, Galerie Alte Schule Ahrenshoop
- 2019 Egon Pukall. Komm ins Offene, Freund!, Galerie Alte Schule Ahrenshoop[17]
- 2020 Kosmos Ost. Kunst in der DDR 1949–1989. Das Albertinum Dresden zu Gast, Ernst-Barlach-Haus, Hamburg[18]
- 2024: Komm! Ins Offene, Freund …; (Hommage), Alte Schule Ahrenshoop,

## Öffentlichen Sammlungen mit Werken Pukalls
- Städtische Galerie Dresden
- Staatliche Kunstsammlungen Dresden / Galerie Neue Meister[19]
- Kunstmuseum Ahrenshoop
- Kunstsammlung Neubrandenburg

## Monografie
- Egon Pukall. Werkverzeichnis der Gemälde. Mit Texten von Sigrid Walther, Joachim Hering, Günther Hornig, Ulrich Eisenfeld, Hartmut Bonk und Falk Pukall sowohl einer Biografie und einer Auflistung der Literatur, Leonhardi-Museum, Dresden 2009 (176 Seiten, ohne ISBN)[20]